# Визионер

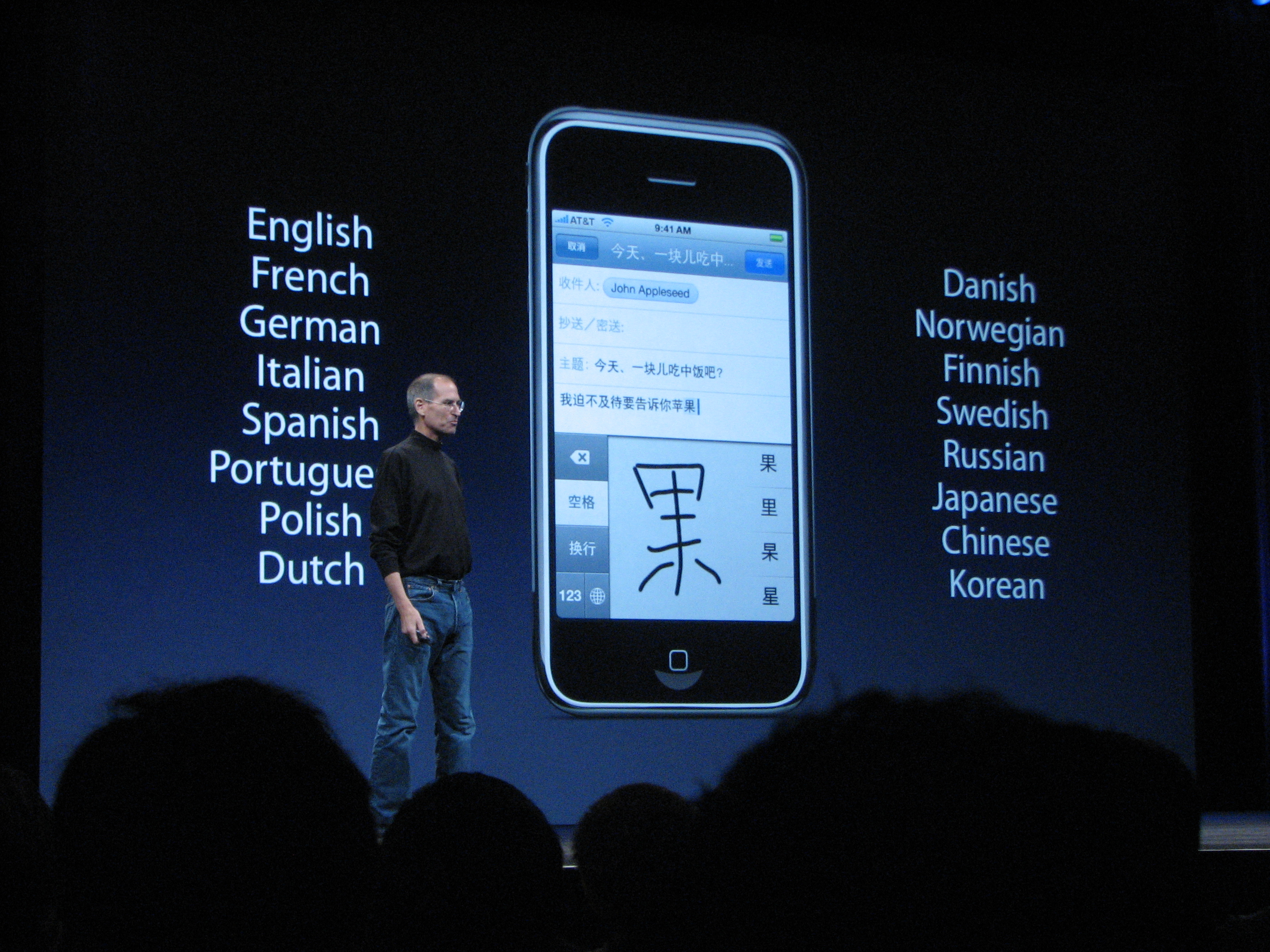
Стив Джобс демонстрирует предполагаемый внешний вид и интерфейс будущего айфона

Визионе́р (visionary, с англ. — «видящий»; от vision, с англ. — «видение»), в широком смысле — человек, видящий картину действительности (в частности картину будущего) в целом или в отдельных, контекстуально обусловленных проявлениях.
Визионерами называют широкий круг людей, от религиозных практиков, мистиков и творческих личностей, до политиков, бизнесменов и изобретателей, каждому из которых в том или ином виде открывается картина действительности в ее историческом развитии.

## Понятие
В широком смысле визионер может быть человеком c виденьем будущего, связанным с достижениями в сфере науки, технологий, социальной и политической сфере. Визионизм может носить также религиозный, экологический и др. характер. 
Визионизм является практикой виденья того, что может появиться в будущем, поскольку некоторые его формы (научного прогнозирования, созерцания, сновидений и др. психотехник) позволяют заглянуть в возможное будущее. Примеры: Бакминстер Фуллер в архитектуре и дизайне, Малькольм Бриклин в автомобильной промышленности и Ада Лавлейс в вычислительной технике.
Некоторые люди используют математические модели (научное прогнозирование), чтобы делать дальновидные предположения о природе и истории Вселенной, в этом смысле таких визионеров можно считать "светскими пророками".

## В бизнесе
Способность получить чёткое представление о будущем является причиной того, что эта концепция также используется в сфере бизнеса для обозначения лидера, способного предвидеть будущие бизнес-возможности (пример — американский предприниматель Стив Джобс, которого часто называют провидцем, потому что он опередил своё время, реализовав новые идеи, ставшие новаторскими в области технологий).
Эксперты по менеджменту приравнивают это не к сверхъестественной способности предсказывать будущее, а к способности смотреть на мир по-другому, что позволяет человеку определять закономерности, тенденции и возможности. Некоторые понимают это как способность сформировать картину того, чего они хотят от будущего, и воплотить это в жизнь.
Есть авторы, которые рассматривают понятие визионера как человека, состоящего из набора приобретенных навыков и, таким образом, состояния, которому можно научиться. По этой причине в настоящее время существуют обучающие и образовательные программы, целью которых сделать из слушателей дальновидных лидеров. Об этом свидетельствует растущий объём литературы на тему визионизма.

## В искусстве
Художники могут создавать произведения, которые можно отнести к визионерскому искусству из-за их яркого и самобытного содержания, художественных приёмов, требующих использования расширенных возможностей восприятия. Например, Гюстав Моро, Сэмюэл Палмер, Жан Дельвиль, Эрнст Фукс, французские символисты Одилон Редон, Брайон Гайсин, Макс Эрнст, Стэнли Спенсер, Эдвард Бёрн-Джонс, Адольф Вольфли, Фред Сэндбэк, Уильям Блейк, Иероним Босх и Генри Дарджер.
Визионерское искусство может быть неправильно определено как категория примитивного искусства (искусство тех, кто формально не обучен), а не как описание людей, которые использовали свои видения (или сны) для создания своих произведений. Сальвадор Дали — один из художников, который может служить примером визионерского искусства, которое не является ни религиозным, ни примитивистским.